# Beverly Beach (Oregon)
Beverly Beach az Amerikai Egyesült Államok északnyugati részén, Oregon állam Lincoln megyéjében elhelyezkedő önkormányzat nélküli település.
Az 1930-as években Curtis F. és Florence May Christy óceánparti települést kívántak alapítani. A Beverly a lányuk, Florence Daneene Christy kedvenc játékbabájának neve.

## Fordítás
- Ez a szócikk részben vagy egészben  a   Beverly Beach, Oregon című angol Wikipédia-szócikk ezen változatának fordításán alapul.  Az eredeti cikk szerkesztőit annak laptörténete sorolja fel. Ez a jelzés csupán a megfogalmazás eredetét és a szerzői jogokat jelzi, nem szolgál a cikkben szereplő információk forrásmegjelöléseként.